# 乙烯鎓離子

乙烯鎓离子（C_{2}H_{5}^{+})

乙烯鎓離子（又稱乙烯正离子、质子化乙烯）是一种阳离子，分子式为C
2H+
5。就其结构而言，在乙烯分子（C
2H
4）中加入一个质子（H+
），或在乙烷分子（C
2H
6）中减去一个氢负离子（H−
），就会获得乙烯鎓離子。它是碳正离子。

## 制备
经辐射的稀薄气体中存在乙烯鎓離子。另一个制备方法是在环境温度和低于1 mmHg的压力下，让一些质子给体（如H+
3、HeH+
、N
2H+
和N
2OH+
）与乙烷反应（其他给体——如CH+
5和HCO+
——则优先将乙烷转化为乙鎓離子）。
在室温的稀薄甲烷环境下，乙鎓離子会缓慢分解成乙烯鎓離子和H
2。这个反应在90° C下快得多。

## 稳定性和反应
与一些早期报告相反，在环境温度和低压（大约1 mmHg）下，乙烯鎓離子基本上不会与中性甲烷发生反应，尽管生成sec-C
3H+
7和H
2的反应一般是放热的。